# 1989年遠東化纖罷工事件
發生於1989年5月，台灣新竹縣新埔鎮的遠東化纖罷工事件是一起非經濟性的罷工事件，發動者為當時台灣自主工運界的龍頭工會──遠東化纖產業工會，導火線是工會領導幹部徐正焜遭到調職。罷工始於5月15日，期間資方派出保全人員，政府則出動了鎮暴警察與水車，強力鎮壓；至5月25日，工廠全面復工，事件遂以工會的失敗告終。徐正焜、羅美文與曾國煤三位重要幹部遭解雇，此外羅美文、曾國煤、徐正焜、曾茂興、黃文淵、汪立峽、劉庸、李文忠、張鳳等九人事後因「煽動罷工」，遭新竹地方法院依《非常時期農礦工商管理條例》提起公訴。
此事件既是1987－1989年間台灣工潮的高峰，同時也是尾聲。遠化罷工失敗後，台灣工運進入了一段相對萎縮的時期。

## 遠化工會的崛起

### 初期發展
遠東化纖的前身為外資公司亞東化纖，於1979年被遠東集團 (台灣)併購。亞東時代的管理方式較台灣本地企業開明，惟工會成立時仍遭逢阻礙。1975年第一次向新竹縣政府提出申請，被以藉口拖延；第二次申請時遭逢資方「撤簽」壓力，人數遂未達標準；直至1977年才成功成立工會。工會第一屆選舉結果，勞方與管理階層各半，此時資方對工會的控制較大，工會尚缺階級或政治意識。
遠化工會的靈魂人物羅美文於1973年即進入亞東公司。1984年，徐正焜加入工會。這些幹部開始摸索與資方周旋的方式，並逐漸掌握諸如工資或年終獎金方面的權益論述。
勞方最後在1986年的遠化工會理監事改選中獲得全部席位。遠化工會得當時的勞支會幹部汪立峽與律師郭吉仁之助，開始發展一個能運用法律、談判技巧與組織運作的成熟工會。相對於官方（無論是當時的國民黨或後來的民進黨政府）說法的「外力論」，遠化工會是在初期的一系列行動後，外部工運人士才積極介入的。

### 兩次年終獎金抗爭
在勞方掌握工會後的1986年底，便爭取到將年終獎金由兩個月增加到兩個月又十天，並在隔年年初公佈工會版的年終獎金計算公式。1987年，由於公司堅拒工會版7.7個月的獎金訴求，另一方面又宣稱：雖然人評會由各部門主管組成，但主管也是勞工。於是工會在12月25日發起年終獎金簽名運動，得到約1400名會員連署。
2月2日，遠東紡織人評會議決當年化纖廠的年終獎金為160天；4日，工會召開臨時代表大會，宣布進入勞資爭議的處理過程。2月10日凌晨，雙方談判破裂，工會在上午8時左右開始怠工，生產線上只剩三成人力。當天晚間，勞資達成195天基本工資的年終獎金協議，工會號召員工即時復工。
三個月過後，資方仍不理睬工會欲討論年終獎金公式的要求，於是工會在10月25日以「集體休假一天」的方式進行怠工。這次抗爭的結果是簽訂了盈餘分配辦法，規定每三個月，董事會送監察會的損益表都要送工會一份，年底時工會自行計算年終獎金；此外，在加班費與工時方面也有所改進。

### 新埔勞工服務中心
1987年8月24日，遠化工會幹部結合新埔的民進黨地方黨工，成立了新埔勞工服務中心，勞支會也提供了支持，然而其運作仍由羅美文及遠化工會幹部負責。這是台灣第一個由工人為主體的工運組織，並在1989年5月的罷工事件中發揮了協調機能。
勞服中心依照1984年公佈的《勞動基準法》作為保障工權的手段，由勞服中心積極介入而成立的自主工會共有四個，其中有兩個是遠化公司的關係企業。

### 罷工基金
解嚴後三周的1987年8月5日，遠化工會以會員代表大會決議的形式通過兩項台灣工運史上空前的創舉：罷工基金與組成兄弟工會。投票結果，贊成率皆超過95%。罷工基金是作為一旦發生罷工時，維持會員生活所需資金。雖然罷工基金的決議得到通過，但未獲執行，原因是工會向來依賴廠方從薪資中預扣工會會費，而廠方則拒絕代收罷工基金。

### 兄弟工會的成立
兄弟工會共有九個會員工會，其中五個屬於化纖業。它事實上是由部分工會幹部組成的非正式網絡，具有權利、義務等規章，其中一條言明：「當兄弟工會的任何成員面臨勞資爭議，此成員可要求其他會員的救助，其他會員不得拒絕。」這是台灣工運史上第一次出現「同情性罷工」的想法。
兄弟工會的少數幾次行動之一，是1987年底的中興化纖廠事件。該廠一名工會幹部因不假外出遭到解雇，而該幹部出廠是為了處理一位車禍身亡的工人，該工人生前曾連續工作了16個小時，而在死前一個月的工作時數達到440小時（當時《勞動基準法》規定每周工時不得超過48小時）。兄弟工會公開宣布將發動會員工會進行同情性罷工，並向台灣省人造纖維聯合會施壓。中興化纖最後答應讓步，無條件讓當事人復職。
1987年12月6日，從勞支會出走的夏潮左派人士與高雄的一群政治人物組成台灣戰後第一個左翼政黨「工黨」，羅美文獲選為工黨副主席，遠化工會內也有多名幹部加入工黨；惟羅美文仍著力於地方工運，較少過問黨務。隨著工黨在1988年7月分裂，羅美文隨夏潮人士籌組勞動黨。

## 抗爭歷程

### 導火線
罷工的導火線發生在1989年3月24日，工會領導幹部徐正焜接到至台北任採購科科長的調職令。根據當時《勞動基準法》第70條，雇主有權制定工作規則；而遠化《工會規則》第23條言明「本公司為貫徹輪調制度，避免久任一職致工作倦怠，得依勞動契約調動員工，員工不得拒絕」。惟「員工不得拒絕」一條此時引發爭議，原因是：
- 未考慮員工家庭與對環境的熟悉性。
- 徐正焜此前任職會計室，接觸各種帳冊資料，工會常藉此向廠方爭取應得的股票等各種權利。工會認為廠方因此才令徐正焜調職。
- 調動工會重要幹部，有意圖瓦解工會之嫌。事實上，在1987－1989年間，便有多起工會幹部遭強迫調職，不從即遭解僱的案例，而這正是徐正焜後來的遭遇。

工會從4月1日起開始宣傳調職事件，3日召開會議，申請調解。14日，新竹縣政府調解委員會達成兩項調解協議：
- 贊成調動，資方基於業務需要，而調動徐員，此乃權利事項。徐員若不同意，應循司法途徑解決。
- 若新埔廠有缺額，應優先調回徐員。

工會拒絕接受調解內容。公司則通知徐正焜於24日前往台北報到，同時寄發律師函警告工會「挑撥勞資關係，破壞勞資和諧，將來若有所損失，應依法追償。」。24日，工會回信斥之為「顛倒因果、混淆是非，用詞造句極盡威嚇唬人之能事」，並召開會員大會，達成修改工作規則與調回徐正焜的決議，並宣佈若資方未於三日內回應，將進入罷工程序。
4月28日，工會向縣政府申請於5月8日召開會員大會表決罷工。 同時，遠化公司致函新竹縣政府表示，工會無正當理由召開臨時會員大會，請依法批駁不准。 29日，遠化公司依據《勞基法》與工作規則，因徐正焜無故連續曠職三日以上，予以免職。5月3日，新竹縣政府回覆工會：在未與事業單位商協商前，會員大會「不宜召開」。
8日，工會認為政府與廠方無理由拒絕召開會大會，乃逕行召開。 但廠方以工會的投票行動未獲核准，同時又摻雜其他單位人員，而不准入廠集會，結果僵持中爆發衝突。隨後工會轉往縣府及縣議會抗議，當時的新竹縣長陳進興承諾於12日前再行協調。
5月9日，工會再度申請召開會員大會，縣政府同意工會於5月17日召開，惟應注意《非常時期農工礦工商條例》仍適用。 11日，協調會再度破裂，遠化公司當晚以「煽動非法罷工」、「唆使他人違抗上級」，解僱工會常務理事羅美文與曾國煤。 消息傳出後，當天夜班工聚集廠房外抗議，隔天的早班工人也予以響應，生產線幾近癱瘓。同時，大量保全人員與鎮暴警察進駐廠區。
13日，工會召開會員大會議決罷工。14日，投票結果出爐，以1278票贊成59票反對，工會正式取得罷工權。並限廠方在24小時內就訂定團體協約、修改未經工會同意的工作規則部份條文，及同意羅美文、曾國煤、徐正焜三人復職與工會談判，否則將採無限期罷工。 同時，新竹縣政府宣佈罷工不具法律效力。

### 罷工
對於工會的談判要求，遠化公司在5月15日表示：徐正焜、羅美文與曾國煤已遭解僱，喪失會員資格，因此不可能與他們會面。當天中午12點，工會正式拉起戰後台灣的第一條罷工封鎖線。鎮暴警察進駐廠區。
5月16日，鎮暴警察開始強力驅離，爆發衝突。工會在18日召開說明會，決定繼續堵門，並做好長期抗戰準備。此時傳出資方將關廠的消息。在這期間，警方曾將工會常務理事羅美文包圍於工廠會客室內，然後放任資方聘請的保全毆打，此舉導致工會會員摧毀工廠鐵門，衝入廠內與警方發生激烈衝突；鎮暴警察並趁記者較少時，毆打當時的自主工聯會長曾茂興。
21日，數十個勞工團體集結遠化總廠，聲援罷工行動。同時工會宣佈接受縣府的調解方案（讓徐正焜復職，羅、曾二人則另行研商），並要求先談判再復工。
5月23日，遠化公司展開「愛廠復工簽署運動」。勞方分裂成「復工」與「罷工」兩派，隔街開罵；惟復工派中參雜其他包商的包工，並非全屬遠化人員；當時的主流媒體幾乎未提包商復工一事，只強調已有多少人支持復工云云，影響了工會士氣及社會輿論。遠化公司同時具狀控告羅美文、汪立峽二人首謀煽動罷工，並一併控告徐正焜、曾國煤、曾茂興、黃文淵等十餘人。
5月25日，罷工終止，遠化全面復工。

### 歷程表
| 日期    | 資方 | 勞方 | 官方 |
| 3月     | 工會幹部徐正焜被公司命令調職。                                                                                          | | |
| 4月1日  | | 勞資調解不成 | |
| 4月15日 | | 遠東化纖工會舉行說明會，表示對原調職案的不滿。                                                                     | |
| 4月21日 | | 勞資雙方互相發函警告                                                                                               | |
| 4月29日 | 徐正焜遭免職。 | | |
| 5月1日  | | 工會申請召開會員大會，準備罷工投票。                                                                               | |
| 5月2日  | | 工會常務理事羅美文在工廠舉行定時說明會，徐正焜欲到廠上班被拒。                                                     | |
| 5月5日  | | 工會將罷工選票送新竹縣政府，要求蓋章。                                                                             | |
| 5月6日  | | | 新竹縣政府拒絕蓋章，送回原案。 |
| 5月8日  | 遠東化纖總廠稱發生三次火爆衝突，已成立調查委員會展開調查，將依法追訴，並予適當懲處。                                    | 工會召開會員大會，表決是否罷工受阻，並爆發激烈衝突，工會會員前往政府抗議。                                         | 新竹縣長陳進興應允邀集勞資雙方協商，平息紛爭。勞委會指遠東化纖勞資爭議依法不得罷工。 |
| 5月11日 | 遠東化纖總廠緊急人評會決議將工會常務理事羅美文、會長曾國煤二人依《勞動基準法》與《工會法》相關規定予以解雇。            | | 遠東化纖勞資爭議案，新竹縣政府協調未果。 |
| 5月12日 | 對於遠東化纖員工的持續罷工，廠方將依法以曠職論。                                                                        | 羅美文、曾國煤二人拒收解雇金。遠東化纖廠勞工集體罷工，靜坐抗議廠方解雇二人。                                       | 勞委會表示重視遠化總廠勞資爭議事件，調查資方解雇理由是否合法，並呼籲雙方遵守有關法令規範。 |
| 5月13日 | 公司表示將追溯停工損失，而工會開會理由不合法令，應屬無效。未上班員工佔20%左右，遠東化纖向紡織品外銷拓展會要求給予聲援。 | 工會召開會員大會，進行罷工投票。                                                                                   | 行政院勞委會希望員工莫擴大事端，而勞資爭議事件宜由當地主管機關全權處理。新竹縣政府針對工會提前開會，依勞委會解釋令，對該項會議及其紀錄不予備查。                                                         |
| 5月14日 | 資方指工會臨時大會不合法，並聲稱將依法追訴損失。                                                                        | 遠東化纖勞工投票逾半數贊成罷工，同意無限期罷工行動（贊成1278票，反對59票，廢票11票）。                             | 新竹縣政府指工會投票不具法律效力，對於解雇工會幹部是否適法，新竹縣勞工局官員表示存疑。勞委會表示政府一定依法處理勞資糾紛。                                                                               |
| 5月15日 | 公司指此次罷工事件純係外力介入導致，遠東集團董事長徐旭東重申不向暴力低頭，籲請政府快速行使公權力。                      | 工會宣布罷工。台灣省人造纖維產業工會認為遠化罷工合法。                                                             | 新竹縣議會成立調解小組，雙方互不讓步，協商破裂。經濟部次長王建煊關切此案，表示不希望事態擴大。勞委會提出合法罷工行為之書面說明，並呼籲雙方儘早化解糾紛。檢方則表示將密切注意發展，如有違法，將依法偵辦。 |
| 5月16日 | 工廠因值班人力不足停工。資方認為罷工不合法，調職令與解職令恕難收回，並聲稱將依法追訴損失。                              | 工會改採24小時干擾圍廠戰術，並表示將控告廠方傷害。工會也接受檢方勸告，不再堵門，提出口頭條件化解爭端。             | 新竹縣政府召開勞資協調會，成果不佳。警方強制驅哩，造成五人受傷，對峙出現情緒失控現象，引發爭端。 |
| 5月17日 | 遠東紡織全線停工，總廠長表示痛心，決定在近日內提出訴訟。                                                                | 工會搭棚準備長期圍堵工廠。                                                                                         | 新竹縣長陳進興同檢察官、警方人員研商對策，擬定依法排除圍堵。陳履安電請許水德設法促警政單位協助復工。趙守博針對新竹縣政府所引法令，認為罷工需叫停。                                                       |
| 5月18日 | 召開廠務會議，研討停工後一切善後事宜。                                                                                  | 遠東化纖總廠全面停工，抗爭會員全部撤離。                                                                           | 勞工處建議新竹縣政府依法交付調解，蓄意鼓勵之第三者將以現行犯論處。 |
| 5月19日 | 遠化勞資陷入長期抗爭，雙方無意申請調解。                                                                                | | 勞委會針對遠化勞資爭議案，希望勞資雙方主動向新竹縣政府申請調解。 |
| 5月20日 | | 工會醞釀在廠外發動示威，羅美文拜訪澄社成員，請求解決糾紛。工會行文縣府，強調13日召開會員大會及議決罷工案完全合法。 | 新竹縣政府強調完全依法行事，不會改變非法罷工判定。全國總工會謝理事長表示將向資方施壓和談，盼勞方站在法理保護自己。                                                                                       |
| 5月21日 | 雙方展開宣傳戰，廠長呼籲員工儘快尋求歸隊，反映要求復工。                                                                | 全台工運團體齊聚遠化新埔廠大門，警方三度舉牌制止。                                                                 | |
| 5月22日 | 遠化控告妨害秩序、妨害自由等十一項罪名。                                                                                | 遠化員工陳情要求新竹縣政府執行公權力，促廠方復工。羅美文呼籲支持工會，遭員工報以噓聲。員工生活困窘，擬成立自救會。 | 工會引用司研會決議，指罷工完全合法，勞委會認為工會曲解法令。新竹縣政府要求勞資雙方提出爭議申訴理由。省議會受理遠東化纖工會陳情案，組專案小組深入調查。                                                   |
| 5月23日 | | 復工、罷工兩派成員隔街開罵、拉扯，工會內鬨惡化。                                                                   | 紡織業向各部會請願，法務部長蕭天讚通知檢方依法處理，經濟部次長王建煊全力支持復工，勞位會趙守博希望勞資和諧解決。                                                                                         |
| 5月24日 | 最後，遠東化纖員工示威要求復工，廠方宣布於晨間8時起復工。                                                               | | |

## 復工之後
遠化復工後，公司一方面對積極份子予以約談、記過與拆班（將原屬同班的員工拆散至不同班），一方面增加外包，由於外包工論件計酬，導致其後生產線工人的工作量大增。這些措施導致許多積極份子離職。
此外，公司還採用了較細緻的管理手段，主管一改過去的權威作風，態度較和善，並每月發放「愛廠紀獎金」，只要在工廠不吃檳榔、參加升旗等等，就可以獲得數千元的獎金，剛開始是每個月發，後來變為每兩月，乃至於每季發放。
在此氛圍下，10月份工會進行理監事改選，由羅美文屬名的勞方名單仍當選了十位，而羅美文的妻子黃秋香以最高票當選常務理事。但遠化工會自此元氣大傷，黃秋香在當選數屆常務理事後，也因對環境失望而離開工會。

## 後續影響
政府針對遠化罷工的大動作，其來有自。早在1988年底，以王永慶為首的台灣企業主已具名在各大報刊載聲明，責怪勞工運動、環保運動令社會混亂，並揚言將採「投資罷工」手段因應。當時的總統李登輝在1989年2月的除夕講話中，宣示將嚴懲「違法脫序」的社會現象。1990年上台的行政院長郝柏村則逕指工運人士為「工運流氓」，被社運人士譏為「政治解嚴，社運戒嚴」；由上述種種，可見政府已有計畫整頓勞工運動。遠化罷工後，除了領導者羅美文、汪立峽以外，勞動黨、自主工聯、社會運動工作室、勞支會及台灣工聯會的多名幹部都在1990年被起訴，幾乎一舉網羅了80年代最活躍的台灣工運人士。遭解僱或起訴的工會幹部及工運人士總數達四百餘人。
罷工受挫後，全台灣各產業工會的自主性都有下降趨勢，政府開始強調勞資和諧。同時資方和政府在長期和勞工運動周旋，累積經驗之後，也更清楚如何以權威與懷柔並濟的手段因應勞工運動。在80年代便已有「順法抗爭」傾向的勞工運動，到1990年代此種傾向更為明顯。1990年的勞資爭議件數較1989年減少83件，人數銳減28302人，全年損失之工作人日數更較1989年的24157日巨幅減少了23329日，由此可見罷工、怠工案件大減，多數由行政機關協調解決。此外，許多爭議事件均屬孤立個案，少有1980年代的跨組織聲援活動。政府並對《工會法》及《勞資爭議處理法》展開修訂，一方面將強迫入會改為自由入會，另一方面則大幅限縮了工會的自主性及罷工權；但這樣子的修正，由於1990年代之後全國級總工會的屢次反對，尚未真正立法實施。

## 註記
1. ↑  《勞動者》第13期，1987年7月
2. ↑  羅美文，《請問民進黨，當你們和我一起在遠化罷工線上時──抗議警察違法對中華電信罷工幹部施暴》 （页面存档备份，存于），勞動黨桃竹苗勞工服務中心通訊第8期 （页面存档备份，存于），2005年5月24日。
3. ↑  .   [2007-08-13]. （原始内容存档于2007-04-25）.
4. ↑  《台灣勞動人權報告》，勞動人權協會，1991年5月1日。
5. ↑  參見《1992～1993台灣勞動人權報告》，勞動人權協會，1994年10月。